# NGC 7503
NGC 7503 је елиптична галаксија у сазвежђу Рибе која се налази на NGC листи објеката дубоког неба.
Деклинација објекта је + 7° 34' 5" а ректасцензија 23h 10m 42,2s. Привидна величина (магнитуда) објекта NGC 7503 износи 13,4 а фотографска магнитуда 14,4. NGC 7503 је још познат и под ознакама MCG 1-59-8, CGCG 406-12, NPM1G +07.0512, PGC 70628.